# Bahnstrecke St. Wendel–Tholey
| VT 795 fährt aus Richtung Tholey in den Bf Oberthal ein |                           |                    |                    |
| Streckennummer (DB): | 3203                      |                    |                    |
| Kursbuchstrecke (DB): | zuletzt 642, ehemals 271d |                    |                    |
| Kursbuchstrecke: | 271e (1946)               |                    |                    |
| Streckenlänge: | 13,0 km                   |                    |                    |
| Spurweite: | 1435 mm (Normalspur)      |                    |                    |
| |                           |                    |                    |
| \| \| \| von Saarbrücken \| \| \| \| 0,0 \| St. Wendel \| St. Wendel \| \| \| \| L 131 \| \| \| \| \| nach Bad Kreuznach \| \| \| \| \| Blies \| \| \| \| \| Blies \| \| \| \| \| Blies \| \| \| \| \| B 41 \| \| \| \| \| Gombach \| \| \| \| 5,1 \| Bliesen \| Bliesen \| \| \| \| L 319 \| \| \| \| 8,8 \| Oberthal \| Oberthal \| \| \| \| L 134 \| \| \| \| \| Blies \| \| \| \| 12,0 \| Varus-Tunnel \| (435 m) \| \| \| 13,0 \| Tholey \| Tholey \| |                           |                    |                    |
| Strecke |                           | von Saarbrücken    | von Saarbrücken    |
| Bahnhof | 0,0                       | St. Wendel         | St. Wendel         |
| Brücke |                           | L 131              | L 131              |
| Abzweig ehemals geradeaus und nach rechts |                           | nach Bad Kreuznach | nach Bad Kreuznach |
| Brücke über Wasserlauf (Strecke außer Betrieb) |                           | Blies              | Blies              |
| Brücke über Wasserlauf (Strecke außer Betrieb) |                           | Blies              | Blies              |
| Brücke über Wasserlauf (Strecke außer Betrieb) |                           | Blies              | Blies              |
| Strecke mit Straßenbrücke (Strecke außer Betrieb) |                           | B 41               | B 41               |
| Brücke über Wasserlauf (Strecke außer Betrieb) |                           | Gombach            | Gombach            |
| Bahnhof (Strecke außer Betrieb) | 5,1                       | Bliesen            | Bliesen            |
| Strecke mit Straßenbrücke (Strecke außer Betrieb) |                           | L 319              | L 319              |
| Bahnhof (Strecke außer Betrieb) | 8,8                       | Oberthal           | Oberthal           |
| Brücke (Strecke außer Betrieb) |                           | L 134              | L 134              |
| Brücke über Wasserlauf (Strecke außer Betrieb) |                           | Blies              | Blies              |
| Tunnel (Strecke außer Betrieb) | 12,0                      | Varus-Tunnel       | (435 m)            |
| Kopfbahnhof Streckenende (Strecke außer Betrieb) | 13,0                      | Tholey             | Tholey             |

Die Bahnstrecke St. Wendel–Tholey ist eine ehemalige Bahnstrecke, die von St. Wendel eingleisig durch das Bliestal über Bliesen und Oberthal nach Tholey führte. Eine geplante Fortführung bis Lebach blieb aus.

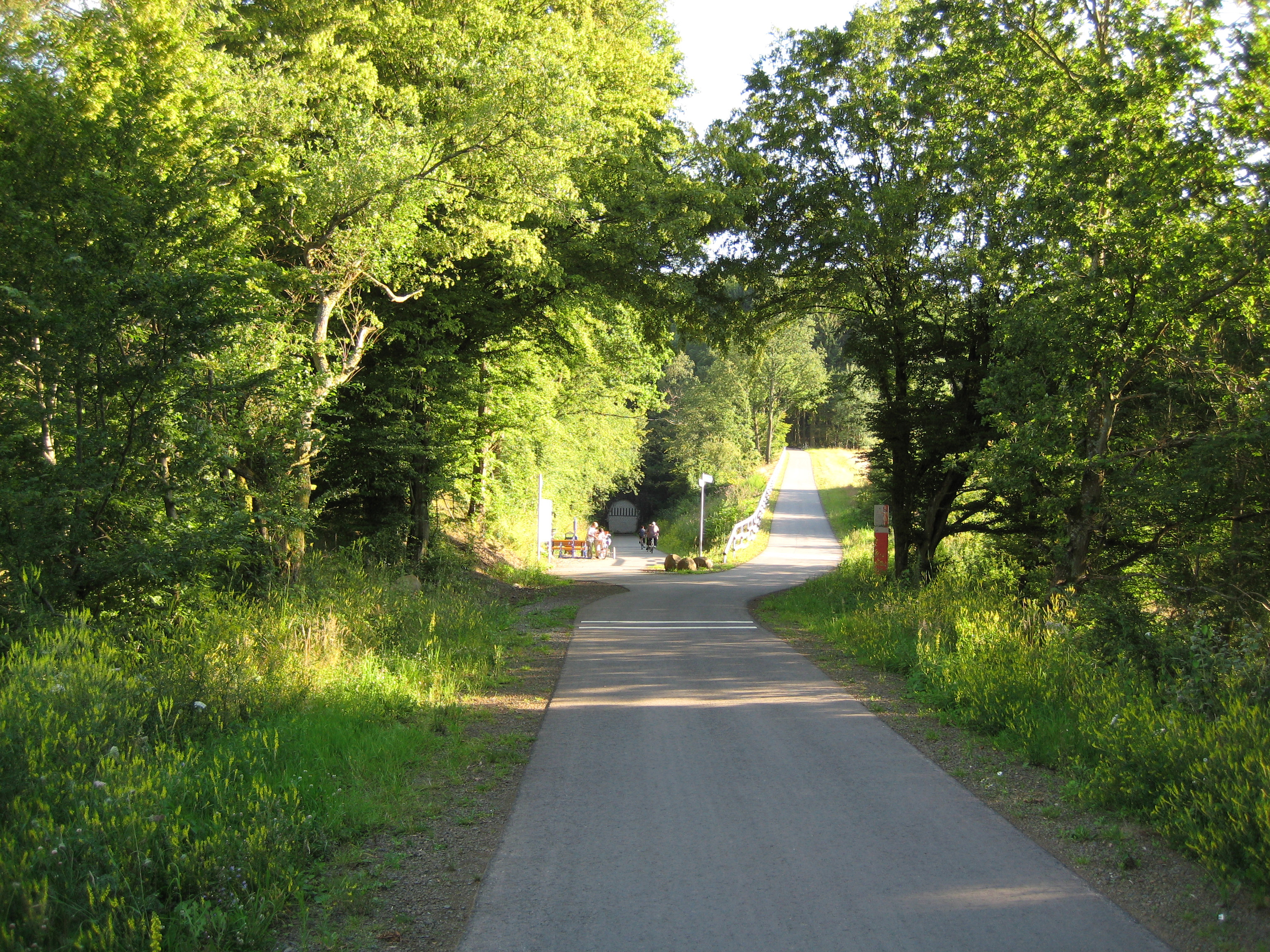
Der Wendelinus-Radweg, Anstieg bei Tholey und zugemauerter Eingang zum ehemaligen Eisenbahntunnel

Die Eröffnung fand am 3. August 1915 statt. Kurz vor dem Bahnhof Tholey musste die Anhöhe des Wareswalds mit einem Tunnel unterführt werden.
Zwischen Oberthal und Tholey wurde der Personenverkehr am 23. September 1983 eingestellt; der letzte Reisezug zwischen St. Wendel und Oberthal verkehrte am 1. Juni 1984. Das Teilstück von Oberthal nach Tholey wurde noch bis zum 30. Mai 1987 im Güterverkehr bedient, anschließend stillgelegt und abgebaut.
Letzter Nutzer des verbliebenen Streckenabschnitts St. Wendel–Oberthal waren bis zum 31. Januar 1995 die Saarfeldspatwerke, welche bei Güdesweiler einen Steinbruch betreiben. Für die in unmittelbarer Nähe des Bahnhofs Oberthal gelegene Feldspatmühle wurde ein eigener Gleisanschluss unterhalten.
Nach der endgültigen Stilllegung am 1. Dezember 1996 und dem Abbau des verbliebenen Abschnitts im Jahre 2002 wurde auf der gesamten Trasse von St. Wendel bis zum Nordportal des Varus-Tunnels ein Rad- und Wanderweg angelegt, der 2006 eröffnet wurde. Im Jahr 2016 zeigte eine Ausstellung anlässlich des zehnjährigen Bestehens des Rad- und Wanderwegs Fotos der alten Bahnstrecke. Eine mögliche Reaktivierung der Bahnstrecke wurde durch das saarländische Umwelt- und Verkehrsministerium im Oktober 2021 als nicht zielführend bewertet, da die Region mittlerweile gut an den Busverkehr angeschlossen sei.